# Sacro e profano (film 2008)
Sacro e profano (Filth and Wisdom) è un film del 2008 diretto da Madonna.
Si tratta dell'esordio alla regia cinematografica della popstar Madonna.
Il film che inizialmente doveva essere un cortometraggio, ha per protagonista Eugene Hütz leader della band gypsy punk Gogol Bordello e racconta i sogni e le aspirazioni di un nucleo di persone, tra cui un aspirante musicista ucraino, un professore e scrittore cieco, e due ragazze inglesi, una coltiva il sogno della danza classica mentre l'altra sogna di essere una volontaria in Africa.
Girato a Londra nel maggio del 2007, Madonna porta sul grande schermo una pellicola che racchiude molti elementi della sua lunga carriera, dai tentativi per emergere nella New York dei primi anni ottanta fino a traguardi lavorativi e personali raggiunti negli ultimi anni.

## Distribuzione
È stato presentato il 13 febbraio 2008 al 58º Festival di Berlino nella sezione Panorama. Dopo la Berlinale e le première in diversi paesi il film ha aperto, in anteprima per l'Italia, la 20.ma edizione del Trieste Film Festival il 15 gennaio 2009. Il film è uscito in Italia il 12 giugno 2009, distribuito dalla Sacher Film di Nanni Moretti, ricevendo discrete recensioni.